# Karin Sander (Künstlerin)

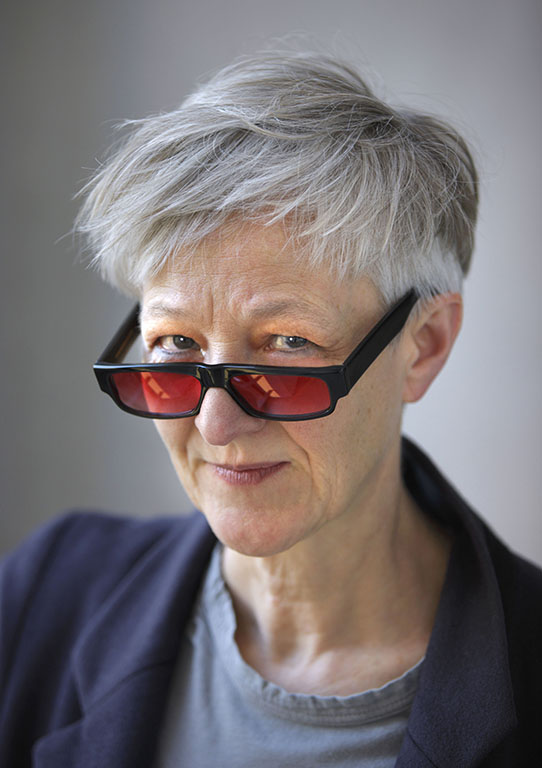
Karin Sander (2011)

Karin Sander (* 13. Mai 1957 in Bensberg, Nordrhein-Westfalen) ist eine deutsche Künstlerin. Sie lebt und arbeitet in Berlin und Zürich.

## Werdegang
Karin Sander studierte an der Freien Kunstschule und an der Staatlichen Akademie der Bildenden Künste Stuttgart. u. a. bei Jürgen Brodwolf. 1989–1990 erhielt sie ein Stipendium des Deutschen Akademischen Austauschdienstes (DAAD) für New York, wo sie das International Study/Studio Program (ISP) des Whitney Museum of American Art besuchte. Karin Sander wurde zu Gastprofessuren unter anderem an die Iceland Academy of Arts, Reykjavík (Listaháskóli Íslands, 1993), an das California Institute of the Arts, Valencia, Los Angeles (1995), an die Akademie der bildenden Künste in Karlsruhe (1995–1996), die Staatliche Akademie der Bildenden Künste Stuttgart (1997–1998) sowie an die Elam School of Fine Arts, Auckland (2003) eingeladen. Von 1999 bis 2007 war sie Professorin an der Kunsthochschule Berlin-Weißensee und von 2007 bis 2023 hatte sie den Lehrstuhl für Architektur und Kunst an der Eidgenössischen Technischen Hochschule ETH Zürich inne. Die Schweizer Kulturstiftung Pro Helvetia nominierte das gemeinsam mit Philip Ursprung eingereichte Projekt „Neighbours“ als Schweizer Beitrag zur Architekturbiennale 2023 in Venedig.
Sander ist Mitglied im Deutschen Künstlerbund. 2007 wurde sie in die Akademie der Künste Berlin gewählt. Seit November 2021 ist Sander dort Direktorin der Sektion Bildende Kunst.

## Werke
In ihren Ausstellungen bezieht sich Karin Sander auf bestehende Situationen und thematisiert deren institutionellen und historischen Kontext. Sie greift mit ihren meist ortsspezifischen Interventionen in die Strukturen der Institutionen ein, verändert sie, hebt Sachverhalte hervor und lädt zur Partizipation ein. Das scheinbar Vertraute wird neu gedacht, es wird zum Ausgangspunkt eines Erkundungsprozesses. Dabei verwendet sie verschiedene Medien, darunter Malerei, Skulptur, Zeichnung, elektronische Medien, Film und Fotografie.
Seit 1997 arbeitet sie mit der 3D-Scan- und Drucktechnologie und errichtet partizipative Laborsituationen im Museum. Dabei geht es ihr um eine konzeptuelle Inszenierung des Ortes und das Neuprogrammieren existierender Systeme.
Zu bekannten Werkserien gehören Mailed Paintings (seit 2004), Gebrauchsbilder / Patina Painting (seit 1990), polierte Wandstücke (seit 1986), die 3D-Bodyscans (seit 1997), der Schwerpunkt/Mittelpunkt der Stadt Münster (Skulptur. Projekte in Münster, 1997) oder Zeigen. Eine Audiotour (seit 2005) sowie ihre Interventionen im öffentlichen Raum wie zuletzt der Transzendenzaufzug in Linz (2017).
- Astro Turf Floorpiece (Kunstrasen), The Museum of Modern Art, New York, 1994
- Das polierte Hühnerei, in „Leiblicher Logos“, Wanderausstellung des ifa (Institut für Auslandsbeziehungen), 1995–2002
- Schwerpunkt/Mittelpunkt der Stadt Münster, Skulptur.Projekte in Münster, 1997
- Kunst am Bau, Öffentlicher Raum, Stuttgart, 1997
- Personen 1:10, 3-D-Bodyscans der lebenden Personen, Galerie Helga de Alvear, Madrid, 2000
- Museumsbesucher 1:9, 3-D-Bodyscans der lebenden Personen, Staatsgalerie Stuttgart, 2002
- Wordsearch, a translinguistic sculpture, 4. Oktober 2002, New York Times, in Zusammenarbeit mit der Kunstreihe „Moment“ der Deutschen Bank, 2002
- Polished Wallpiece, in „Singular Forms (Sometimes Repeated)“ Solomon R. Guggenheim Museum New York, 2004[7]
- Gebrauchsbilder / Mailed Paintings, D’Amelio Terras Gallery, New York, 2007
- Quellcode des Ausstellungsraumes, Galerie Nächst St. Stephan, Wien, 2009
- Zeigen. Eine Audiotour durch Berlin, Temporäre Kunsthalle Berlin, 2009–2010

### Werke in Sammlungen (Auswahl)
Centro Galego de Arte Contemporánea, Santiago de Compostela; Hirshhorn Museum, Washington, D.C.; Kunstmuseum Bonn; Kunstmuseum St. Gallen; Kunstmuseum Stuttgart; Kunst Museum Winterthur; Lenbachhaus, München; Lehmbruck-Museum, Duisburg; Kunstsammlung Nordrhein-Westfalen, Düsseldorf; Museion, Bozen; Muzeum Artystów, Łódź; San Francisco Museum of Modern Art; Staatsgalerie Stuttgart; Sprengel Museum, Hannover; The Metropolitan Museum, New York; Museum of Modern Art, New York; National Museum of Art, Osaka sowie Unternehmenssammlungen wie Daimler AG, Stuttgart; Deutsche Bank, Frankfurt am Main; Sammlung UBS AG, Zürich.

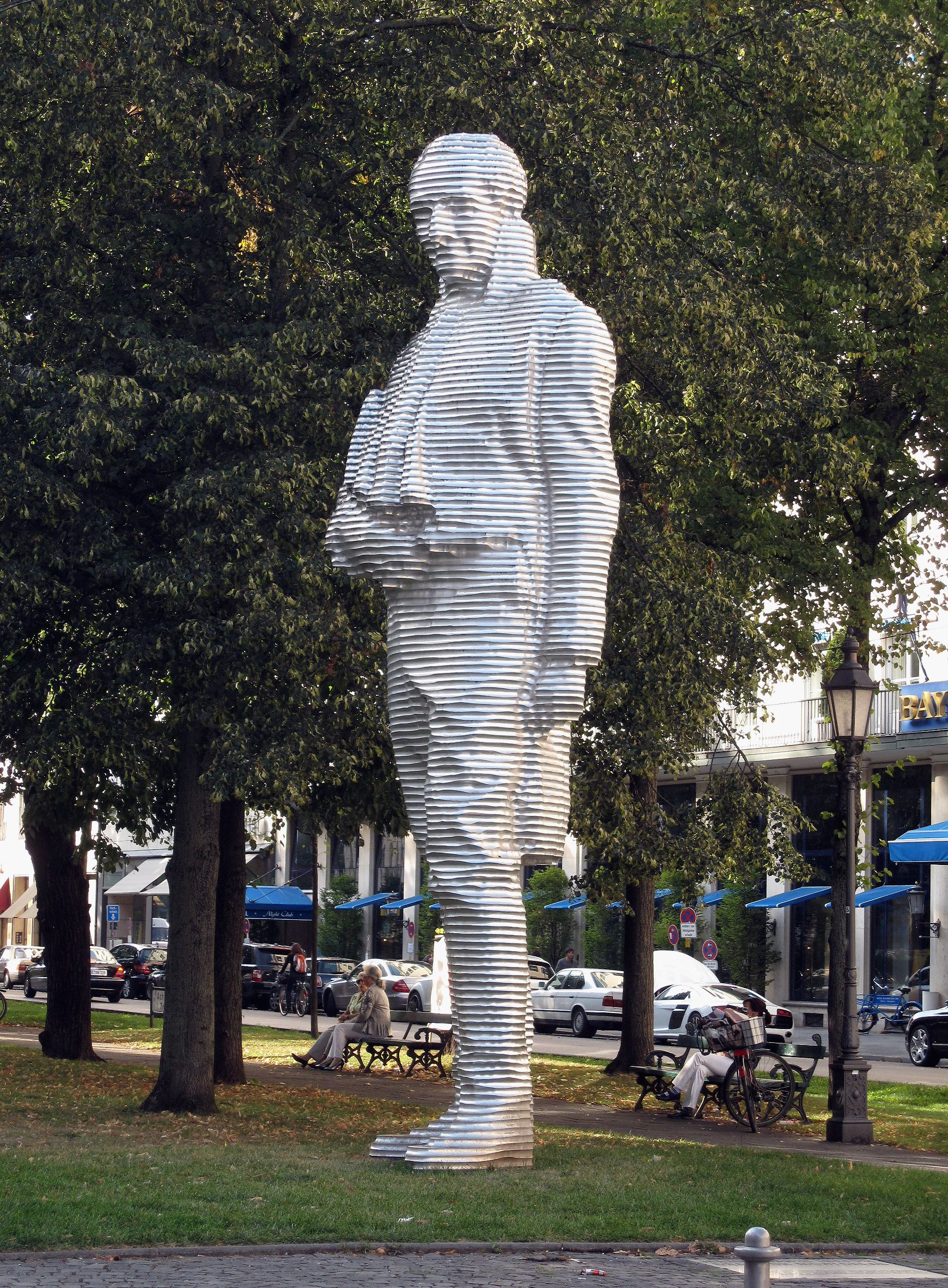
Skulptur Maximilian Joseph Graf von Montgelas aus Aluminium (gefräst) aus dem Jahr 2005 auf dem Promenadeplatz in München

### Werke im öffentlichen Raum
- Salomonische Säule, Städtisches Berufsschulzentrum für das Bau- und Kunsthandwerk, Luisenstrasse 9–11, München, 2024[13]
- Transzendenzaufzug, Universität für künstlerische und industrielle Gestaltung, Linz, 2017
- XML-SVG Code, Quellcode des Neubaus Angewandte Informatik, Universität Bayreuth, 2008
- Maximilian Joseph Graf vom Montgelas, Promenadeplatz München, 2005
- Willy-Brandt-Platz, Messestadt Riem, München, 2003
- Delegationsgeschenke, Paul-Löbe-Haus, Deutscher Bundestag, Berlin, 2001
- Schwerpunkt/Mittelpunkt der Stadt Münster, Skulptur.Projekte in Münster, 1997
- Sechs Litfaßsäulen im Stadtraum, Langenhagen, 1993 (teilweise temporär)
- White Passageways, Konstrukcja w Procesie, Łódź, Polen, 1990

## Ausstellungen (Auswahl)
Einzelausstellungen
- 1998: Karin Sander, Stiftung für konkrete Kunst, Reutlingen
- 2002: Karin Sander, Staatsgalerie Stuttgart
- 2003: 1:9, Centro Galego de Arte Contemporánea, Santiago de Compostela
- 2003: Telling a Work of Art, Dunedin Public Art Gallery, Dunedin
- 2008: Books, Works and Words, Alexandria Contemporary Arts Forum, Alexandria National Museum, Fikrun wa Fann Gallery, Alexandria
- 2009: Zeigen. Eine Audiotour durch Berlin, Temporäre Kunsthalle Berlin
- 2010: Gebrauchsbilder und andere, Kunstmuseum St. Gallen
- 2010: Museumsbesucher 1:8, K20 Kunstsammlung Nordrhein-Westfalen, Düsseldorf
- 2011: Karin Sander, n.b.k., Neuer Berliner Kunstverein, Berlin
- 2012: Zeigen. Eine Audiotour durch Baden-Württemberg, Staatliche Kunsthalle Karlsruhe
- 2013: Identities on Display, Humboldt Lab Dahlem, Berlin
- 2013: Zeigen. An Audio Tour through Copenhagen, Nikolaj Kunsthal, Kopenhagen
- 2013: Visitors on Display, Lehmbruck-Museum, Duisburg
- 2015: Hausgäste, Museumsviertel Ravensburg
- 2017: Zeigen. Eine Audiotour durch die Sammlung der GfZK Leipzig, Galerie für Zeitgenössische Kunst, Leipzig
- 2017: Karin Sander – Identities on Display, Kunstmuseum Villa Zanders, Bergisch Gladbach
- 2018: Karin Sander, Kunst Museum Winterthur
- 2019: A bis Z, Haus am Waldsee, Berlin
- 2020: Skulptur / Sculpture / Scultura, Museion, Bozen
- 2021: Karin Sander, Kunsthalle Tübingen

Gruppenausstellungen
- 1990: Construction in Process III: Back in Lodz, Lodz
- 1995: Orient/ation, 4th International Istanbul Biennial
- 1995: Leiblicher Logos, 14 Künstlerinnen aus Deutschland, Wanderausstellung des Institut für Auslandsbeziehungen, Stuttgart
- 1997: Skulptur. Projekte in Münster 1997, Münster
- 2004: Singular Forms, Solomon R. Guggenheim Museum, New York
- 2006: Nichts, Schirn Kunsthalle, Frankfurt am Main
- 2009: Sharjah Biennial 9, Sharjah
- 2010: Contemplating the Void, Solomon R. Guggenheim Museum, New York
- 2011: Contemporary Galleries: 1980–Now, The Museum of Modern Art, New York
- 2012: Vorführraum, Kunsthalle Bielefeld
- 2013: When Now Is Minimal. Die unbekannte Seite der Sammlung Goetz, Museion, Bozen
- 2014: Lens-Based Sculpture, Akademie der Künste, Berlin / Kunstmuseum Liechtenstein
- 2014: Solides Fragiles, Musée d’Art Moderne Grand-Duc Jean, Luxemburg
- 2015: So ein Ding muss ich auch haben. Gegenwartskunst aus dem Lenbachhaus und der KiCo Stiftung, Städtische Galerie im Lenbachhaus, München
- 2015: Künstlerräume, Staatsgalerie Stuttgart
- 2016: Text. Selected Text-based Works from the Collection of Pétur Arason and Ragna Róbertsdóttir, National Gallery of Iceland, Reykjavík
- 2017: Open Codes. Leben in digitalen Welten, ZKM, Karlsruhe
- 2017: Mexibility, Casa del Lago Juan José Arreola, Mexiko-Stadt
- 2018: Ausstellen des Ausstellens, Staatliche Kunsthalle Baden-Baden
- 2018: Rehearsal, Tai Kwun Contemporary, Hongkong
- 2019: Words Are Very Unnecessary, Arter, Istanbul
- 2019: Hidden Beauty, Kunsthalle Nürnberg
- 2020: Out of Order. Werke aus der Sammlung Haubrok, Teil 2, Neues Museum Nürnberg
- 2020: Ei / Egg, Nassauischer Kunstverein Wiesbaden
- 2020: Rohkunstbau 25. Zärtlichkeit – Vom Zusammenleben / Tenderness – About Common Living, Schloss Lieberose, Spreewald Lieberose
- 2020: Freitod, Kunstsaele, Berlin
- 2020–2021: Meeting in Language. Lernen und Lehren von Sprachen in der Kunst, Städtische Galerie Delmenhorst, Delmenhorst[14]
- 2021: 友達と– „tomodachito“. With Friends, Kunsthalle Düsseldorf
- 2021: Look! Enthüllungen zu Kunst und Fashion, Marta Herford
- 2021: NOTHINGTOSEENESS Void/White/Silence,  Akademie der Künste, Berlin
- 2021: Schwarzes Licht. Positionen des Erhabenen, Kunstmuseum Solothurn
- 2021: The point of sculpture, Fundació Joan Miró, Barcelona
- 2021: Light & Space, Copenhagen Contemporary, Kopenhagen
- 2022: Time 2 Time, Slewe Gallery, Amsterdam
- 2022: Fun Feminisim, Kunstmuseum Basel
- 2022: THIS PLAY, Arter, Istanbul
- 2023: Scale:Sculpture (1945–2000), Fundación Juan March, Madrid
- 2023: Der König ist tot, lang lebe die Königin, Museum Frieder Burda, Baden-Baden
- 2024: The World In My Hand, Alexander Tutsek-Stiftung, München

## Auszeichnungen
- 1992: Stipendium der Stiftung Kunstfonds Bonn
- 1993: Villa-Romana-Preis, Florenz
- 1993–1995: Stipendium der Akademie Schloss Solitude, Stuttgart
- 1994: Rubens-Förderpreis der Stadt Siegen
- 1994: ars-viva-Nachwuchspreis für den Bereich Zeichnung und Raum
- 1996: Cité Internationale des Arts, Paris
- 2011: Hans-Thoma-Preis, Großer Landespreis für Bildende Kunst Baden-Württemberg
- 2014: Rom-Preis 2015 der Deutschen Akademie Rom Villa Massimo, Rom